# Kōbu gattai
Kōbu gattai (公武合体 Công Vũ hợp thể, Liên minh giữa Triều đình và Mạc phủ) là một chính sách vào những năm 1860 dưới thời Bakumatsu nhằm mục đích củng cố Nhật Bản chống lại mối đe dọa thấy rõ từ các cường quốc phương Tây bằng cách đạt được sự phối hợp chính trị giữa Mạc phủ Tokugawa, một số phiên trấn lớn và Triều đình Thiên hoàng.

## Tổng quan
Sau Cuộc thám hiểm Perry năm 1857, việc Mạc phủ Tokugawa yếu kém về chính trị không thể đạt được đồng thuận về cách giải quyết những đề nghị ở nước ngoài về việc Nhật Bản chấm dứt chính sách tỏa quốc và ký kết các hiệp ước bất bình đẳng với các nước phương Tây, khiến các thành viên của tầng lớp quý tộc công khanh can thiệp vào chính sách chính trị quốc gia bằng cách gặp gỡ trực tiếp tại Kyoto với các thành viên từ nhiều phiên trấn khác nhau. Năm 1858, Mạc phủ dưới quyền của đại lão Ii Naosuke đã cố gắng chấm dứt sự thông đồng trực tiếp của daimyō với Triều đình bằng một cuộc thanh trừng khắc nghiệt ("Cuộc thanh trừng Ansei") những người không ủng hộ quyền lực và chính sách ngoại thương của Mạc phủ. đồng thời thúc đẩy quan hệ chặt chẽ hơn giữa Mạc phủ và Triều đình. Đây là hình thức của một cuộc hôn nhân chính trị được đề xuất giữa Tướng quân Tokugawa Iemochi và em gái của Thiên hoàng, Nội Thân vương Chikako.
Sau vụ sát hại Ii Naosuke vào năm 1860 và âm mưu ám sát người kế vị của ông, Andō Nobumasa, ý tưởng về kōbu gattai mờ nhạt dần trong bối cảnh như vậy. Nó bị phản đối mạnh mẽ bởi những người ủng hộ phong trào tôn hoàng nhương di, tìm cách lật đổ Mạc phủ và khôi phục quyền lực chính trị cho Thiên hoàng, cũng như bởi các daimyō lớn như Shimazu Hisamitsu của phiên Satsuma và Matsudaira Shungaku của phiên Fukui đã tìm kiếm một đề xuất thỏa hiệp theo đó gia tộc Tokugawa sẽ duy trì một số biện pháp quyền tôn chủ dưới một hệ thống nghị viện kiểu châu Âu. Bất chấp sự phản đối này, cuộc hôn nhân giữa Tướng quân Tokugawa Iemochi và Nội Thân vương Chikako diễn ra vào năm 1862. Tokugawa Iemochi qua đời vào năm 1866, theo thời gian các sự kiện ngày càng khiến khái niệm kōbu gattai trở nên lỗi thời. Năm 1868, Chiến tranh Boshin và cuộc Minh Trị Duy tân khiến kōbu gattai không còn phù hợp.